# بيدرو ريكو
بيدرو ريكو لوبيز (بالإسبانية: Pedro Rico López ) (11 يوليو 1888 – 12 يناير 1957) كان محاميًا وسياسيًا إسبانيًا بارزًا في الجمهورية الإسبانية الثانية. شغل منصب عمدة مدريد في فترتين، وكان أيضًا عضوًا في البرلمان الإسباني.

## الحياة المهنية
كان ريكو في البداية عضوًا في اليسار الجمهوري الراديكالي بقيادة أليخاندرو ليروكس، لكنه غادر الحزب بعد انقسامه عام 1934، وانضم لاحقًا إلى الاتحاد الجمهوري الذي يقوده دييغو مارتينيز باريو.
تم تعيينه عمدةً لمدريد بعد إعلان الجمهورية الإسبانية الثانية في أبريل 1931. تولى المنصب حتى أكتوبر 1934، عندما تم استبداله أثناء فترة المديريات السوداء عقب ثورة أكتوبر 1934. عاد إلى المنصب مرة أخرى في فبراير 1936 بعد فوز الجبهة الشعبية في الانتخابات العامة.
في الأيام الأولى من الحرب الأهلية الإسبانية في يوليو 1936، وبينما كانت القوات الموالية للثورة تُجهّز للدفاع عن مدريد، حاول ريكو مغادرة المدينة. في أثناء محاولته الهرب إلى فالنسيا، تم اعتراض السيارة التي كان يستقلها بالقرب من تاركونا من قبل الميليشيات الجمهورية التي اعتبرته فارًا من مسؤوليته في الدفاع عن العاصمة، وتم إعادته إلى مدريد. بعد ذلك، أُقيل من منصبه كعمدة.
لاحقًا، انتقل إلى فالنسيا، ثم إلى برشلونة، وأخيرًا إلى فرنسا. بعد نهاية الحرب الأهلية الإسبانية، ذهب إلى المنفى في المكسيك حيث توفي في عام 1957.